# Charles de Tournon (mort en 1504)
Charles de Tournon (mort en septembre 1504) est un ecclésiastique qui fut évêque de Rodez de 1501 à sa mort.

## Biographie
Charles de Tournon est le fils de Jacques II de Tournon chambellan du roi Charles VIII de France, et de Jeanne de Polignac ; de ce fait il est le frère du puissant cardinal François de Tournon, de Gaspard de Tournon et de Juste, baron de Tournon, lui-même père de deux évêques Jacques de Tournon, et Charles de Tournon.
En 1501 après la mort de l'évêque Bertrand de Polignac le siège épiscopal de Rodez est de jure vacant pendant 4 ans. En effet François d'Estaing est régulièrement élu évêque par la majorité du chapitre de chanoines le 11 novembre 1501. Mais Charles de Tournon, chanoine-comte de Saint-Jean de Lyon, fort de l'appui de sa famille et d'une « lettre  de réserve » du pape Alexandre VI la présente au chapitre, nomme des vicaires généraux et fait occuper les propriétés épiscopales de Rodez par ses gens. L'affaire se dénoue avec la mort de Charles de Tournon en septembre 1504 qui permet à  François d'Estaing de faire son entrée dans sa cité épiscopale le 11 novembre 1505.